# Mahya

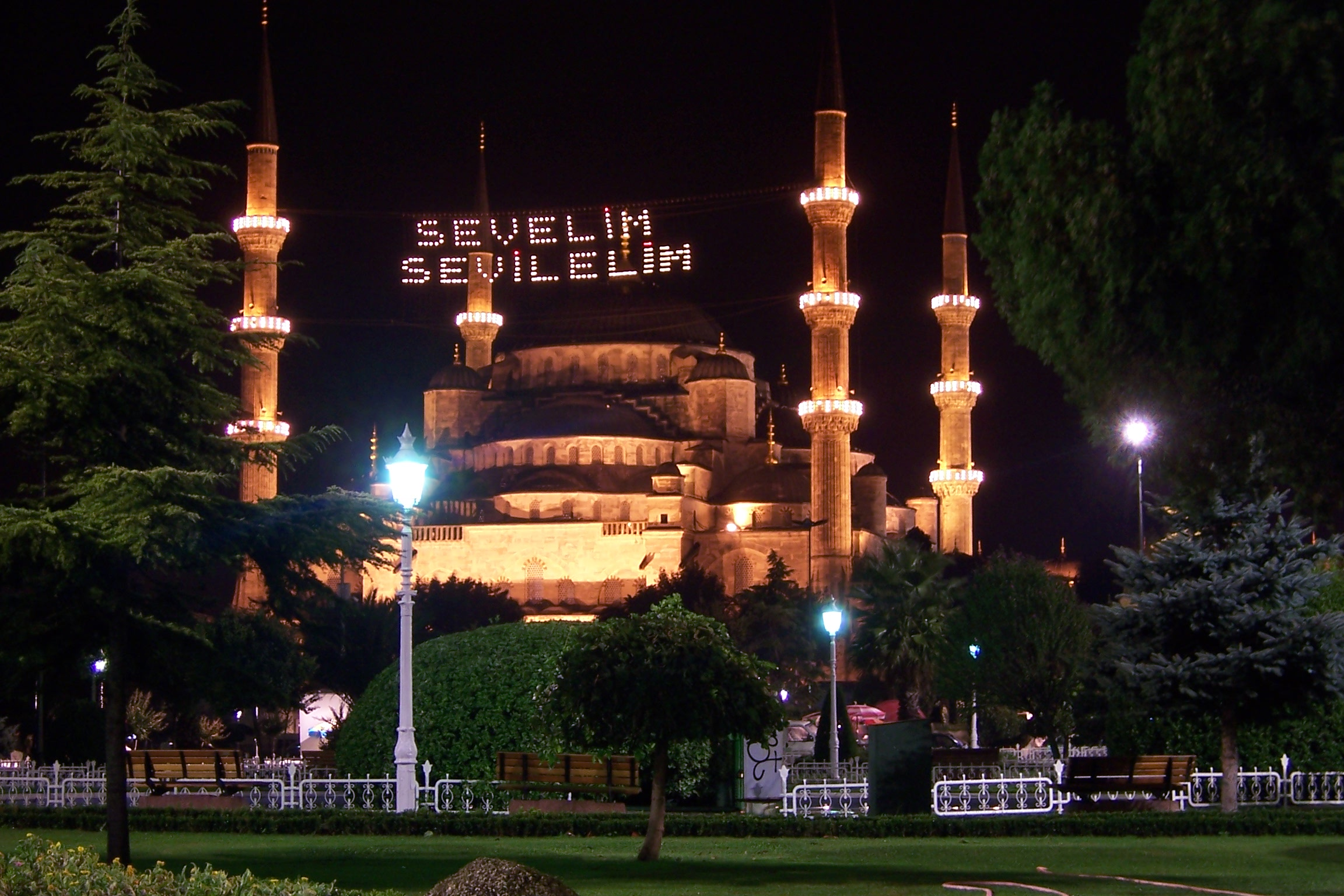
Mahya an der Sultan-Ahmed-Moschee mit dem Ausspruch Yunus Emres: Sevelim – Sevilelim (Lasst uns lieben und geliebt werden, Istanbul am 13. Oktober 2006)

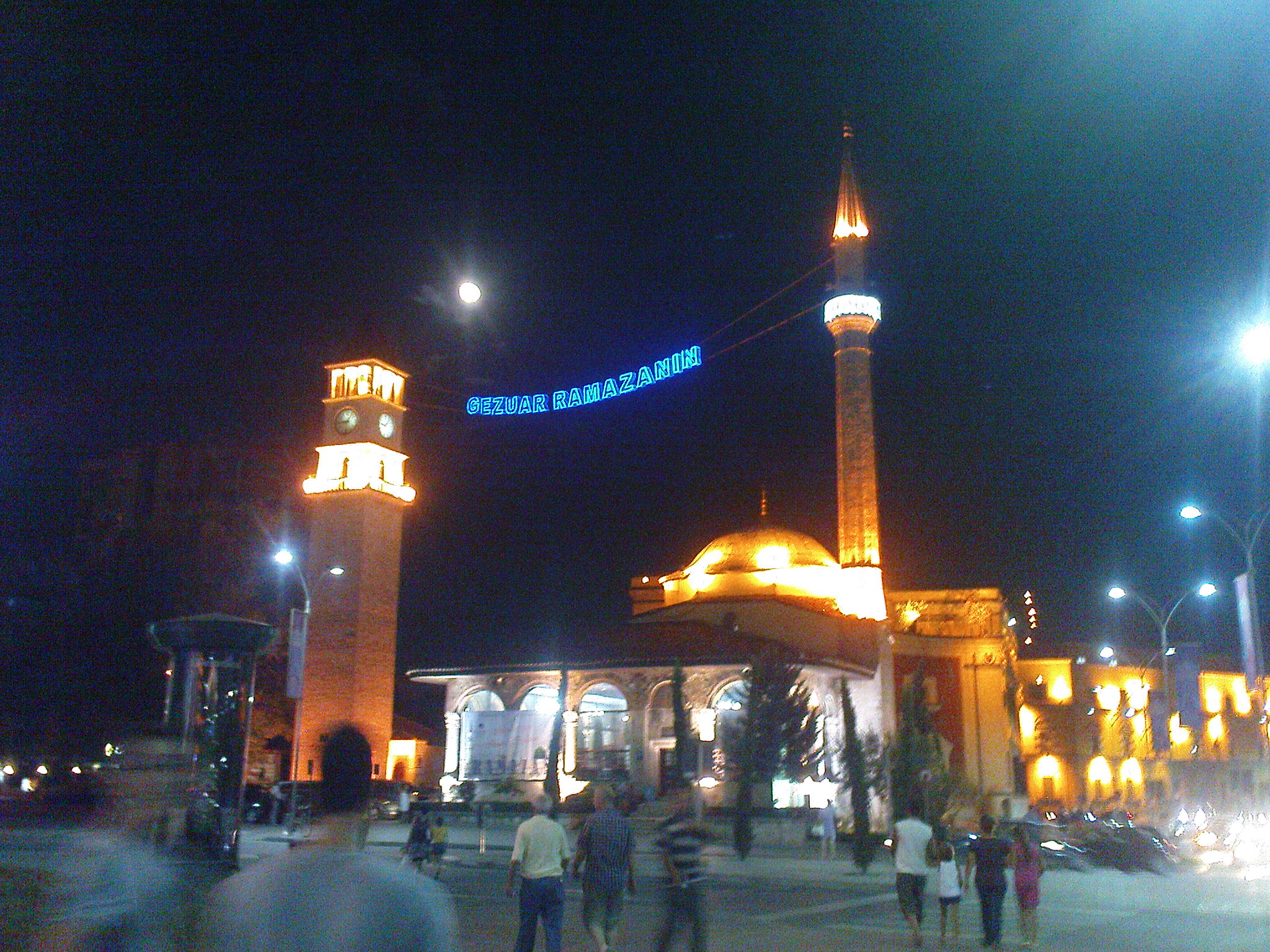
Mahya an der Et’hem-Bey-Moschee in Tirana

Mahya (osmanisch ماهيه von persisch ماه, DMG māh, ‚Monat, Mond‘) ist die Bezeichnung für die traditionelle Beleuchtung von Moscheen während religiöser Monate und Feste in der Türkei und in Albanien. Mahyâs sind Lichterketten, die in Form von Buchstaben angebracht werden.
Es ist unbekannt, wann Mahyas im Osmanischen Reich eingeführt wurden. Die erste bekannte Illustration stammt von der "Reiss Beschreibung" Salomon Schweiggers aus ca. 1578. Mahyas wurden vornehmlich an sogenannten Sultan-Moscheen (türkisch Selâtin Camii) angebracht. Zu diesen Moscheen zählen lediglich jene, die von Sultanen und deren Verwandten erbaut wurden. Im Osmanischen Reich durften nur Sultan-Moscheen mehr als ein Minarett haben. Da die Lichterketten zwischen zwei Minaretten gespannt werden, können nur an diesen Moscheen Mahyâs angebracht werden. Heutzutage werden Mahyâs aber auch an Moscheen mit zwei Minaretten angebracht, die keine Sultan-Moscheen sind.
Bevor es elektrische Lichterketten gab, musste der Mahya-Meister (im Türkischen Mahyacı) auf die Minarette klettern und mit einer verlängerten Fackel die Kerzen in den Laternen anzünden. Auch das Nachfüllen von Lampenöl oder Reparaturen erfolgten meistens mit einem verlängerten Arm. Ein bekannter Mahyâcı war der osmanische Prinz Şehzade Mehmed Seyfeddin Efendi.

## Beispiele für Mahya-Texte
- „Safâ geldin ey Ramazan“ (Willkommen, o Ramadan.)
- „Merhabâ yâ şehr-i Ramazan“ (Gegrüßt, o Monat Ramadan.)
- „Elvedâ yâ şehr-i Ramazan“ (Lebewohl, o Monat Ramadan.)
- „Bismillahirrahmânirrahîm“ (Im Namen des barmherzigen und gnädigen Gottes.)
- „Ya Allah ve Muhammed“ (O Allah und Mohammed.)
- „Lâilahe illallah“ (Es gibt keinen Gott außer Gott.)
- „Ahlâk dînin temelidir“ (Die Moral ist der Grundstein der Religion.)
- „İnsaf îmânın yarısıdır“ (Erbarmen ist die Hälfte des Glaubens.)
- „Dünyâ âhiretin tarlasıdır“ (Die Welt ist das Feld des Jenseits.)